# Вот Чир (Ајова)
Вот Чир (енгл. What Cheer) град је у америчкој савезној држави Ајова. По попису становништва из 2010. у њему је живело 646 становника.

## Демографија
Према попису становништва из 2010. у граду је живело 646 становника, што је -32 (-4.7%) становника више него 2000. године.
| Група             | 2000.       | 2010.       |
| Белци             | 665 (98,1%) | 637 (98,6%) |
| Афроамериканци    | 0 (0,0%)    | 0 (0,0%)    |
| Азијати           | 0 (0,0%)    | 1 (0,2%)    |
| Хиспаноамериканци | 3 (0,4%)    | 1 (0,2%)    |
| Укупно            | 678         | 646         |